# Hospital Comarcal de Móra d'Ebre
L'Hospital Comarcal de Móra d'Ebre és un centre hospitalari de la Xarxa d'Hospitals d'Utilització Pública de Móra d'Ebre (Ribera d'Ebre) inaugurat el 1988.

## Edifici i arquitectura
És una obra dels arquitectes Elías Torres Tur i José Antonio Martínez Lapeña, construït entre els anys 1982 i 1987. El 1988 va rebre el Premi FAD d'Arquitectura.